# Lara Schulze
Lara Schulze (* 21. Mai 2002) ist eine deutsche Schachspielerin im Range einer Internationalen Meisterin der Frauen.

## Biografie
Als Achtjährige erlernte Schulze das Schachspiel beim SK Lehrte. In der Saison 2013/14 spielte sie erstmals in der Schachbundesliga der Frauen. In den folgenden Jahren wurde sie in ihrer jeweiligen Altersklasse mehrfach Deutsche Meisterin und Europameisterin.
Bei der Online-Schacholympiade 2020 und der Online-Schacholympiade 2021 spielte Schulze für die deutsche Nationalmannschaft. Zusammen mit Elisabeth Pähtz und Josefine Heinemann betreibt sie den Twitch-Kanal Frauenschachexperten.
2021 wechselte Schulze zum SV Werder Bremen und wird dort von Jonathan Carlstedt und Dmitrij Kollars trainiert. Sie ist als einzige Frau Teil des Bremer Kaders für die Schachbundesliga 2021/22.
Schulze machte 2021 das Abitur am Gymnasium Lehrte. Sie wohnt in Hannover.

## Erfolge
- 2014: Deutsche Meisterin (U12, weiblich)
- 2015: Deutsche Meisterin (U14, weiblich)
- 2016: Europameisterin (U14, weiblich)
- 2016: FIDE-Meisterin der Frauen (WFM)
- 2017: Deutsche Meisterin (U16, weiblich)
- 2018: Deutsche Meisterin (U16, weiblich)
- 2019: Deutsche Meisterin (U18, weiblich)
- 2019: FIDE-Meister (FM)
- 2021: Europameisterin (U20, weiblich)
- 2021: Deutsche Meisterin im Schnellschach der Frauen
- 2021: Internationale Meisterin der Frauen (WIM)
- 2022: Deutsche Meisterin
- 2022: Deutsche Meisterin im Schnellschach der Frauen
- 2023: Deutsche Meisterin im Schnellschach der Frauen

## Elo-Entwicklung
| Die zur Anzeige dieser Grafik verwendete Erweiterung wurde dauerhaft deaktiviert. Wir arbeiten aktuell daran, diese und weitere betroffene Grafiken auf ein neues Format umzustellen. (Mehr dazu) |